# Krasiukowskaja
Krasiukowskaja (ros. Красюковская) – stanica w Rosji, w obwodzie rostowskim, w rejonie oktiabrskim. W 2010 liczyła 4240 mieszkańców.

## Urodzeni
- Tatjana Kolesnikowa – rosyjska zapaśniczka.